# Southern Football League
La Southern Football League è una lega calcistica semiprofessionistica inglese a cui prendono parte squadre del Sud dell'Inghilterra.
La lega organizza quattro campionati, le due Premier Division che stanno al 7º livello della piramide inglese mentre la Division One Central e la Division One South risultano all'8º livello.

## Struttura
La struttura è cambiata negli anni, ma oggi è formata da quattro campionati su due livelli.
- Premier Division Central: 22 squadre, la prima in campionato e la vincitrice dei play-off sono promosse alla National League South (sesta serie), in base alla loro appartenenza geografica. Sono retrocesse le ultime quattro.
- Premier League South: come la suddetta.
- Division One: è divisa in due gironi da 20 squadre su base geografica, le prime due e la vincitrice dei play-off sono promosse, le ultime due retrocesse
  - West
  - East

## Storia
La Southern League venne fondata nel 1894, raccogliendo squadre sia professionistiche sia dilettantistiche del Sud dell'Inghilterra, zona nella quale il calcio, come gli altri sport, aveva attecchito più lentamente rispetto al Nord e alle Midlands.
Inizialmente si proposte come un'alternativa alla Football League per le squadre del Sud dell'Inghilterra e il Millwall fu il vincitore dei primi due campionati. Il Southampton fu la prima squadra della Southern League a raggiungere la finale di FA Cup nel 1900 (impresa ripetuta nel 1902), mentre il Tottenham riuscì addirittura a vincere la prestigiosa competizione l'anno successivo. Ancor oggi è l'unica squadra ad aver vinto la FA Cup senza appartenere alla Football League dopo la sua istituzione.
Nel 1920 quasi tutti i club della prima divisione della Southern League furono assorbiti per costituire la Third Division della Football League, stabilendo per le restanti di fatto un regime di semiprofessionismo che tuttora perdura. Per 60 anni le squadre che passarono da un sistema all'altro furono un numero molto limitato, a causa del sistema di ammissione tramite elezione alla Football League.
Nel 1979 incominciarono le promozioni alla Conference, insieme ai campionati paralleli della Isthmian League e della Northern Premier League.
Nel 2004 le maggiori squadre furono assorbite per la creazione di una seconda divisione di Conference divisa nei due gironi di Conference South e Conference North.

## Albo d'oro
| Stagione  | Division One           | Division Two               |
| --------- | ---------------------- | -------------------------- |
| 1894-1895 | Millwall Athletic      | New Brompton               |
| 1895-1896 | Millwall Athletic      | Wolverton L & NWR          |
| 1896-1897 | Southampton St. Mary's | Dartford                   |
| 1897-1898 | Southampton            | Royal Artillery Portsmouth |

Nella stagione 1898-1899 la Division Two viene divisa nelle sezioni London e South-West.
| Stagione  | Division One | Division Two (London) | Division Two (South-West) |
| --------- | ------------ | --------------------- | ------------------------- |
| 1898-1899 | Southampton  | Thames Ironworks      | Cowes                     |

Dalla stagione 1899-1900, dopo l'abbandono delle squadre del South-West, la Division Two torna ad essere a girone unico.
| Stagione  | Division One     | Division Two    |
| --------- | ---------------- | --------------- |
| 1899-1900 | Tottenham        | Watford         |
| 1900-1901 | Southampton      | Brentford       |
| 1901-1902 | Portsmouth       | Fulham          |
| 1902-1903 | Southampton      | Fulham          |
| 1903-1904 | Southampton      | Watford         |
| 1904-1905 | Bristol Rovers   | Fulham Reserves |
| 1905-1906 | Fulham           | Crystal Palace  |
| 1906-1907 | Fulham           | Southend Utd    |
| 1907-1908 | QPR              | Southend Utd    |
| 1908-1909 | Northampton Town | Croydon Common  |

Nella stagione 1909-1910 la Division Two viene nelle sezioni A e B.
| Stagione  | Division One | Division Two (A) | Division Two (B)           |
| --------- | ------------ | ---------------- | -------------------------- |
| 1909-1910 | Brighton     | Stoke City       | Hastings & St Leonards Utd |

Dalla stagione 1910-1911 la Division Two torna ad essere a girone unico.
| Stagione  | Division One | Division Two   |
| --------- | ------------ | -------------- |
| 1910-1911 | Swindon Town | Reading        |
| 1911-1912 | QPR          | Merthyr Town   |
| 1912-1913 | Plymouth     | Cardiff City   |
| 1913-1914 | Swindon Town | Croydon Common |
| 1914-1915 | Watford      | Stoke City     |
| 1919-1920 | Portsmouth   | Mid Rhondda    |

Alla fine della stagione 1919.1920, molte squadre della First Division si spostano nella nuova Third Division, gestita dalla Football League. La Southern League viene perciò divisa in 2 gironi: English Section e Welsh Section.
| Stagione  | English Section       | Welsh Section |
| --------- | --------------------- | ------------- |
| 1920-1921 | Brighton Reserves     | Barry         |
| 1921-1922 | Plymouth Reserves     | Ebbw Vale     |
| 1922-1923 | Bristol City Reserves | Ebbw Vale     |

Dalla stagione 1923-1924 la Southern League viene divisa in Eastern Section e Western Section.
| Stagione  | Eastern Section            | Western Section       |
| --------- | -------------------------- | --------------------- |
| 1923-1924 | Peterborough & Fletton Utd | Yeovil & Petters Utd  |
| 1924-1925 | Southampton Reserves       | Swansea Town Reserves |
| 1925-1926 | Millwall Reserves          | Plymouth Reserves     |
| 1926-1927 | Brighton Reserves          | Torquay Utd           |
| 1927-1928 | Kettering Town             | Bristol City Reserves |
| 1928-1929 | Kettering Town             | Plymouth Reserves     |
| 1929-1930 | Aldershot Town             | Bath City             |
| 1930-1931 | Dartford                   | Exeter City Reserves  |
| 1931-1932 | Dartford                   | Yeovil & Petters Utd  |
| 1932-1933 | Norwich City Reserves      | Bath City             |
| 1933-1934 | Norwich City Reserves      | Plymouth Reserves     |
| 1934-1935 | Norwich City Reserves      | Yeovil & Petters Utd  |
| 1935-1936 | Margate                    | Plymouth Reserves     |

Dalla stagione 1936-1937 la Eastern Section e la Western Section si uniscono in un'unica divisione.
| Stagione  | Southern League        |
| --------- | ---------------------- |
| 1936-1937 | Ipswich Town           |
| 1937-1938 | Guildford City         |
| 1938-1939 | Colchester Utd         |
| 1945-1946 | Chelmsford City        |
| 1946-1947 | Gillingham             |
| 1947-1948 | Merthyr Tydfil         |
| 1948-1949 | Gillingham             |
| 1949-1950 | Merthyr Tydfil         |
| 1950-1951 | Merthyr Tydfil         |
| 1951-1952 | Merthyr Tydfil         |
| 1952-1953 | Headington Utd         |
| 1953-1954 | Merthyr Tydfil         |
| 1954-1955 | Yeovil Town            |
| 1955-1956 | Guildford City         |
| 1956-1957 | Kettering Town         |
| 1957-1958 | Gravesend & Northfleet |

Nella stagione 1958-1959 la Southern League viene divisa nelle sezioni North-Western e South-Eastern.
| Stagione  | North-Western Section | South-Eastern Section |
| --------- | --------------------- | --------------------- |
| 1958-1959 | Hereford Utd          | Bedford Town          |

Nella stagione 1959-1960 le due sezioni precedenti vanno a formare la Premier Division e viene fondata la Division One.
| Stagione  | Premier Division | Division One    |
| --------- | ---------------- | --------------- |
| 1959-1960 | Bath City        | Clacton Town    |
| 1960-1961 | Oxford Utd       | Kettering Town  |
| 1961-1962 | Oxford Utd       | Wisbech Town    |
| 1962-1963 | Cambridge City   | Margate         |
| 1963-1964 | Yeovil Town      | Folkestone Town |
| 1964-1965 | Weymouth         | Hereford Utd    |
| 1965-1966 | Weymouth         | Barnet          |
| 1966-1967 | Romford          | Dover           |
| 1967-1968 | Chelmsford City  | Worcester City  |
| 1968-1969 | Cambridge Utd    | Brentwood Town  |
| 1969-1970 | Cambridge Utd    | Bedford Town    |
| 1970-1971 | Yeovil Town      | Guildford City  |

Nella stagione 1971-1972 la Division One viene regionalizzata.
| Stagione  | Premier Division | Division One North | Division One South     |
| --------- | ---------------- | ------------------ | ---------------------- |
| 1971-1972 | Chelmsford City  | Kettering Town     | Waterlooville          |
| 1972-1973 | Kettering Town   | Grantham           | Maidstone Utd          |
| 1973-1974 | Dartford         | Stourbridge        | Wealdstone             |
| 1974-1975 | Wimbledon FC     | Bedford Town       | Gravesend & Northfleet |
| 1975-1976 | Wimbledon FC     | Redditch Utd       | Minehead               |
| 1976-1977 | Wimbledon FC     | Worcester City     | Barnet                 |
| 1977-1978 | Bath City        | Witney Town        | Margate                |
| 1978-1979 | Worcester City   | Grantham           | Dover                  |

Nella stagione 1979-1980, dopo lo spostamento di alcuni club nell'Alliance Premier League, la Premier e la Division One si fondono e vengono formate due nuove divisioni regionali.
| Stagione  | Midland Division | Southern Division |
| --------- | ---------------- | ----------------- |
| 1979-1980 | Bridgend Town    | Dorchester Town   |
| 1980-1981 | Alvechurch       | Dartford          |
| 1981-1982 | Nuneaton Borough | Wealdstone        |

Nella stagione 1982-1983 viene reintrodotta la Premier Division.
| Stagione  | Premier Division   | Midland Division   | Southern Division      |
| --------- | ------------------ | ------------------ | ---------------------- |
| 1982-1983 | AP Leamington      | Cheltenham Town    | Fisher Athletic        |
| 1983-1984 | Dartford           | Willenhall Town    | RS Southampton         |
| 1984-1985 | Cheltenham Town    | Dudley Town        | Basingstoke Town       |
| 1985-1986 | Welling Utd        | Bromsgrove Rovers  | Cambridge City         |
| 1986-1987 | Fisher Athletic    | VS Rugby           | Dorchester Town        |
| 1987-1988 | Aylesbury Utd      | Merthyr Tydfil     | Dover Athletic         |
| 1988-1989 | Merthyr Tydfil     | Gloucester City    | Chelmsford City        |
| 1989-1990 | Dover Athletic     | Halesowen Town     | Bashley                |
| 1990-1991 | Farnborough Town   | Stourbridge        | Buckingham Town        |
| 1991-1992 | Bromsgrove Rovers  | Solihull Borough   | Hastings Town          |
| 1992-1993 | Dover Athletic     | Nuneaton Borough   | Sittingbourne          |
| 1993-1994 | Farnborough Town   | Rushden & Diamonds | Gravesend & Northfleet |
| 1994-1995 | Hednesford Town    | Newport County     | Salisbury City         |
| 1995-1996 | Rushden & Diamonds | Nuneaton Borough   | Sittingbourne          |
| 1996-1997 | Gresley Rovers     | Tamworth           | Forest Green           |
| 1997-1998 | Forest Green       | Grantham Town      | Weymouth               |
| 1998-1999 | Nuneaton Borough   | Clevedon Town      | Havant & Waterlooville |

Nella stagione 1999-2000 le divisioni regionali vengono rinominate Eastern e Western Division.
| Stagione  | Premier Division | Eastern Division | Western Division |
| --------- | ---------------- | ---------------- | ---------------- |
| 1999-2000 | Boston Utd       | Fisher Athletic  | Stafford Rangers |
| 2000-2001 | Margate          | Newport (IOW)    | Hinckley Utd     |
| 2001-2002 | Kettering Town   | Hastings Town    | Halesowen Town   |
| 2002-2003 | Tamworth         | Dorchester Town  | Merthyr Tydfil   |
| 2003-2004 | Crawley Town     | King's Lynn      | Redditch Utd     |
| 2004-2005 | Histon           | Fisher Athletic  | Mangotsfield Utd |
| 2005-2006 | Salisbury City   | Boreham Wood     | Clevedon Town    |

Nella stagione 2006-2007 le divisioni regionali vengono rinominate Division One Midlands e South & West.
| Stagione  | Premier Division | Division One Midlands | Division One South & West |
| --------- | ---------------- | --------------------- | ------------------------- |
| 2006-2007 | Bath City        | Brackley Town         | Bashley                   |
| 2007-2008 | King's Lynn      | Evesham Utd           | Farnborough               |
| 2008-2009 | Corby Town       | Leamington            | Truro City                |

Nella stagione 2009-2010 la Division One Midlands viene rinominata Division One Central.
| Stagione  | Premier Division | Division One Central | Division One South & West |
| --------- | ---------------- | -------------------- | ------------------------- |
| 2009-2010 | Farnborough      | Bury Town            | Windsor & Eton            |
| 2010-2011 | Truro City       | Arlesey Town         | AFC Totton                |
| 2011-2012 | Brackley Town    | St Neots Town        | Bideford                  |
| 2012-2013 | Leamington       | Burnham              | Poole Town                |
| 2013-2014 | Hemel H. Town    | Dunstable Town       | Cirencester Town          |
| 2014-2015 | Corby Town       | Kettering Town       | Merthyr Town              |
| 2015-2016 | Poole Town       | Kings Langley        | Cinderford Town           |
| 2016-2017 | Chippenham Town  | Royston Town         | Hereford                  |

Nella stagione 2017-2018 la Division One Central e la South & West vengono rinominate rispettivamente East e West Division.
| Stagione  | Premier Division | East Division     | West Division |
| --------- | ---------------- | ----------------- | ------------- |
| 2017-2018 | Hereford         | Beaconsfield Town | Taunton Town  |

Nella stagione 2018-2019 la Premier Division viene regionalizzata in Premier Division Central e in Premier Division South; la East e la West Division vengono rinominate Division One Central e Division One South.
| Stagione  | Premier Division Central | Premier Division South | Division One Central | Division One South   |
| --------- | ------------------------ | ---------------------- | -------------------- | -------------------- |
| 2018-2019 | Kettering Town           | Weymouth               | Peterborough Sports  | Blackfield & Langley |
| 2019-2020 | Nessun vincitore         | Nessun vincitore       | Nessun vincitore     | Nessun vincitore     |
| 2020-2021 | Nessun vincitore         | Nessun vincitore       | Nessun vincitore     | Nessun vincitore     |
| 2021-2022 | Banbury Utd              | Taunton Town           | Bedford Town         | Plymouth Parkway     |
| 2022-2023 | Tamworth                 | Weston-super-Mare      | Berkhamsted          | AFC Totton           |
| 2023-2024 | Needham Market           | Chesham Utd            | Biggleswade Town     | Wimborne Town        |
| 2024-2025 | Bedford Town             | Merthyr Town           | Real Bedford         | Yate Town            |

## Partecipanti stagione 2023-2024
| Premier Division Central |
| ------------------------ |
| Alvechurch               |
| Barwell                  |
| Berkhamsted              |
| Bromsgrove Sporting      |
| Coalville Town           |
| Halesowen Town           |
| Hitchin Town             |
| Kettering Town           |
| Leamington               |
| Leiston                  |
| Long Eaton Utd           |
| Mickleover               |
| Needham Market           |
| Nuneaton Borough         |
| Redditch Utd             |
| Royston Town             |
| St. Ives Town            |
| Stamford                 |
| Stourbridge              |
| Stratford Town           |
| Sudbury                  |
| Telford Utd              |

| Premier Division South |
| ---------------------- |
| AFC Totton             |
| Basingstoke Town       |
| Beaconsfield Town      |
| Bracknell Town         |
| Chesham Utd            |
| Didcot Town            |
| Dorchester Town        |
| Gosport Borough        |
| Hanwell Town           |
| Harrow Borough         |
| Hayes & Yeading Utd    |
| Hendon                 |
| Hungerford Town        |
| Merthyr Town           |
| Plymouth Parkway       |
| Poole Town             |
| Salisbury              |
| Sholing                |
| Swindon Supermarine    |
| Tiverton Town          |
| Walton & Hersham       |
| Winchester City        |

| Division One Central |
| -------------------- |
| AFC Dunstable        |
| Aylesbury Utd        |
| Barton Rovers        |
| Bedford Town         |
| Biggleswade FC       |
| Biggleswade Town     |
| Cirencester Town     |
| Hadley               |
| Hertford Town        |
| Kempston Rovers      |
| Kidlington           |
| Kings Langley        |
| Leighton Town        |
| North Leigh          |
| Stotfold             |
| Thame Utd            |
| Waltham Abbey        |
| Ware                 |
| Welwyn G. City       |

| Division One South     |
| ---------------------- |
| Bashley                |
| Bemerton H. Harlequins |
| Bideford               |
| Bishop's Cleeve        |
| Bristol Manor Farm     |
| Cribbs                 |
| Evesham Utd            |
| Exmouth Town           |
| Frome Town             |
| Hamworthy Utd          |
| Larkhall Athletic      |
| Malvern Town           |
| Melksham Town          |
| Mousehole              |
| Paulton Rovers         |
| Tavistock              |
| Westbury Utd           |
| Willand Rovers         |
| Wimborne Town          |
| Yate Town              |